# Leopold Tajner
Pour les articles homonymes, voir Tajner.
Leopold Tajner, né le 15 mai 1921 à Roztropice et décédé le 24 février 1993 à Wisła, est un skieur nordique polonais qui a couru dans les années 1940 et 1950. Il a été actif en saut à ski, ski de fond et combiné nordique.

## Biographie
Aux Jeux olympiques d’hiver de 1948, il a terminé 76e de l'épreuve de 18 km de ski de fond et 34e en combiné nordique. 
Il a terminé 39e sur le grand tremplin en saut à ski aux Jeux olympiques d’hiver de 1952 à Oslo. 
Son fils Apoloniusz est également skieur nordique, tout comme son frère Władysław.